# Passiflora glaucescens
Passiflora glaucescens är en passionsblomsväxtart som beskrevs av Ellsworth Paine Killip. Passiflora glaucescens ingår i släktet passionsblommor, och familjen passionsblomsväxter. Inga underarter finns listade i Catalogue of Life.